# Kosse
Kosse è un centro abitato degli Stati Uniti d'America situato nella contea di Limestone dello Stato del Texas.
La popolazione era di 464 persone al censimento del 2010.

## Geografia fisica
Kosse è situata a 31°18′27″N 96°37′49″W (31.307452, -96.630267), all'incrocio delle strade statali 7 e 14 nel sud ovest della contea di Limestone, circa 16 km a est di Marlin e 17 miglia a sud di Groesbeck. Le città grandi più vicine sono Waco, 42 miglia a nord-ovest, e Bryan, 52 miglia a sud di Kosse.
Secondo lo United States Census Bureau, ha un'area totale di 1,3 miglia quadrate (3,4 km²).

## Società

### Evoluzione demografica
Secondo il censimento del 2000, c'erano 497 persone, 205 nuclei familiari e 137 famiglie residenti nella città. La densità di popolazione era di 381,7 persone per miglio quadrato (147,6/km²). C'erano 269 unità abitative a una densità media di 206,6 per miglio quadrato (79,9/km²). La composizione etnica della città era formata dal 73,24% di bianchi, il 18,31% di afroamericani, l'1,01% di nativi americani, lo 0,20% di asiatici, il 5,84% di altre razze, e l'1,41% di due o più etnie. Ispanici o latinos di qualunque razza erano il 10,66% della popolazione.
C'erano 205 nuclei familiari di cui il 32,7% aveva figli di età inferiore ai 18 anni, il 48,8% aveva coppie sposate conviventi, il 15,1% aveva un capofamiglia femmina senza marito, e il 32,7% erano non-famiglie. Il 30,7% di tutti i nuclei familiari erano individuali e il 19,5% aveva componenti con un'età di 65 anni o più che vivevano da soli. Il numero di componenti medio di un nucleo familiare era di 2,42 e quello di una famiglia era di 3,03.
La popolazione era composta dal 27,4% di persone sotto i 18 anni, il 7,2% di persone dai 18 ai 24 anni, il 27,0% di persone dai 25 ai 44 anni, il 22,3% di persone dai 45 ai 64 anni, e il 16,1% di persone di 65 anni o più. L'età media era di 36 anni. Per ogni 100 femmine c'erano 95,7 maschi. Per ogni 100 femmine dai 18 anni in giù, c'erano 82,3 maschi.
Il reddito medio di un nucleo familiare era di 25.227 dollari e quello di una famiglia era di 30.781 dollari. I maschi avevano un reddito medio di 24.167 dollari contro i 16.750 dollari delle femmine. Il reddito pro capite era di 12.868 dollari. Circa il 19,6% delle famiglie e il 25,2% della popolazione erano sotto la soglia di povertà, incluso il 45,4% di persone sotto i 18 anni e il 21,1% di persone di 65 anni o più.